# Lorenzo Maitani

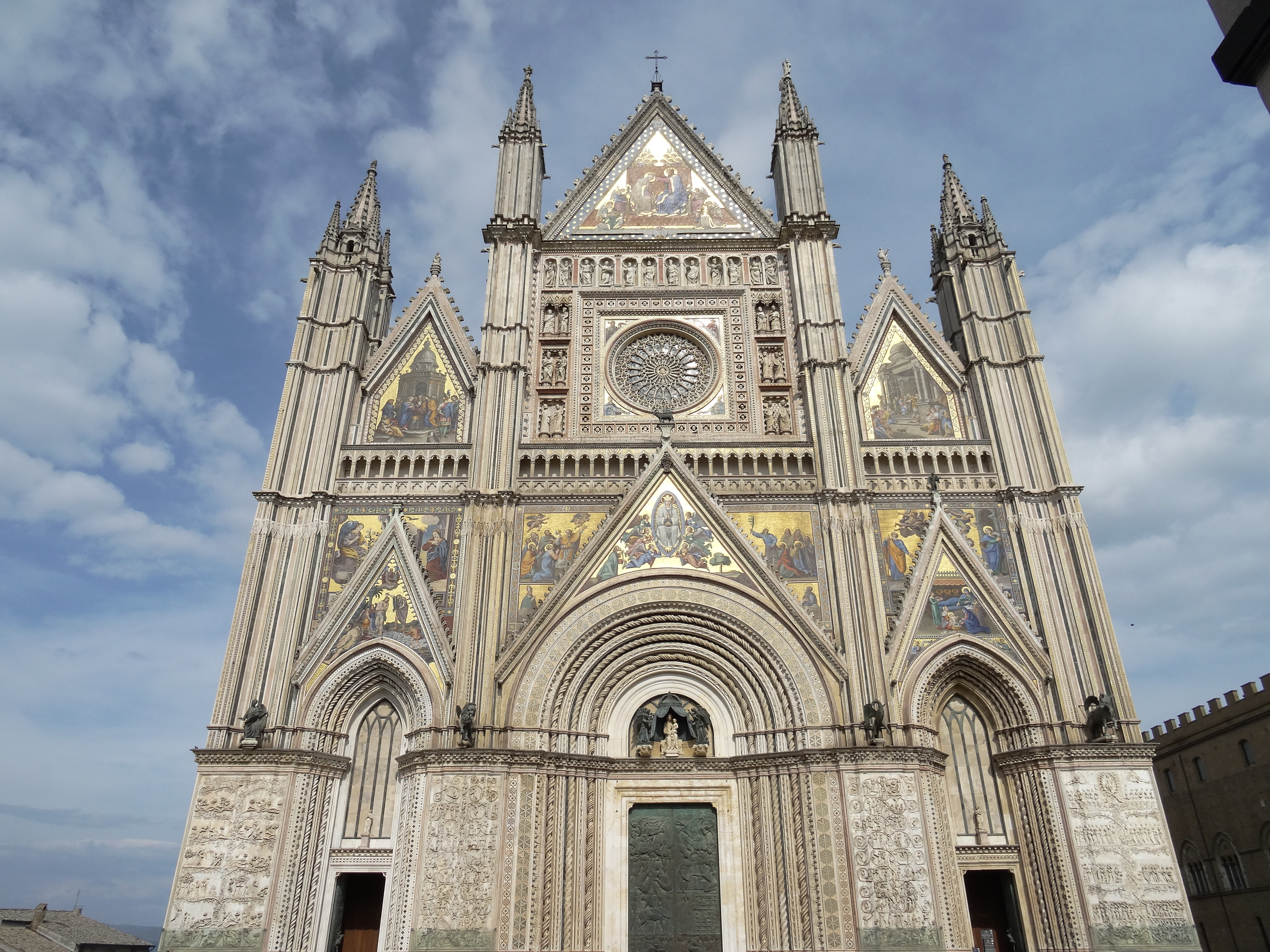
Fachada da Catedral de Orvieto

Lorenzo Maitani (Siena, 1255 – Orvieto, 1330) foi um arquiteto e escultor da Itália.
Estabeleceu sua reputação em Siena e então foi chamado para supervisionar a construção da Catedral de Orvieto, em 1308. Dois anos depois recebeu o título de Capomaestro, o que lhe deu responsabilidade sobre todas as obras da catedral e de outros edifícios públicos. O desenho da fachada da Catedral de Orvieto é considerado sua obra-prima, mas é difícil determinar até que ponto ele participou diretamente na lavra da estatuária e ornamentos. Dois painéis em particular têm sido considerados obra de sua mão, o do Gênesis e do Juízo Final.